# Remigio Ozcoz y Calahorra
Remigio Ozcoz y Calahorra (Villafranca, Navarra, 1 d'octubre de 1833 - Madrid, 1899) fou un compositor navarrès.
La Salve Regina que es canta a la professó de Besalú a la Garrotxa és d'aquest compositor. En fou l'introductor el músic olotí Anton Bassols i Ordeix. Aquest a introduir i musicar la partitura de La Salve de Calahorra, tot i que no hi ha prou dades que permetin establir amb precisió quin any va ser estrenada dins dels cultes dels Dolors a Besalú. Aquesta Salve s'interpreta durant el Divendres dels Dolors de Besalú, La Salve és interpretada tres vegades. A la una del migdia, a la Casa Llaudes, a dos quarts de cinc de la tarda amb la conclusió del Quinari a l'Església de Sant Pere, i a la Plaça Major gairebé al final de la Processó.

## Vida
Es va traslladar a Madrid al deu anys, on va viure amb el seu tiet Francisco Calahorra; en aquells temps capellà reial. On fou nen de cor i ajudant d’organista a la Capella Reial.
Ingressà en el Conservatori de Madrid el 1850, i fou deixeble d'Hilarión Eslava en composició. aconseguint la medalla d'or el 1859. Aconseguí per oposició el magisteri de capella de l'església metropolitana de Manila a les illes Filipines (1860), on entre d'altres alumnes tingué a Manuel Luna i Novicio, càrrec que per la seva manca de salut hagué de renunciar-hi; el substituí el seu germà Apol·linar. La personalitat de Remigio influí poderosament en la vida i l'ensenyament musical de les Filipines.
El 1867 torna a Madrid on es nombrat professor honorari de la Capella Reial i subsisteix donant classes i amb els benefici d’un magatzem de música i d’una editorial musical. Apol·linar havia estat tiple de viola successivament en la Capella Reial; tornat de les Filipines als quatre anys, el 1875 tornà a ocupar el seu lloc en la Reial Capella, i morí el 10 de juliol de 1878.

## Obra
Musicalment, disminueix el nombre de veus i introdueix instruments aliens fins llavors de la música religiosa, com el piano, el bombardí i el figle. Dels dos germans el conegut com a compositor és Remigio, i fou un dels més populars anomenats de l'última meitat del segle xix. Ozcoz y Calahorra, en efecte, tenia vena i inspiració de músic, d'una fecunda i espontània facilitat melòdica, no mancada d'una elegant distinció, que s'ha de reconèixer, al bell mig de l'escola decadent i mediocre a la qual pertany i del senzill abric amb el qual vesteix les seves melodies.
Les seves obres són molt populars, i es cantaren i segueixen cantant-se per tot Espanya. La seva obra es molt amplia, amb quasi una quinzena de misses, més oficis, antífones, himnes, lamentacions, lletanies, motets, responsoris, seqüències, goigs, villancets i alguna obra per a piano.

### Obres
- Missa y oficio de difuntos; a 3 veus, orgue i orquestra
- Missa de la Verge; a 3 veus i orgue
- Missa brillant; a 3 veus, orgue i cornetí
- Misa de aguinaldo; a 2 i 3 veus
- Bendita sea tu pureza; solo i orgue
- Villancets; al Naixement, diverses veus
- Misa pastorela; a 2 i 3 veus
- Misa de Sacramento; a 2 veus
- Misa de cuaresma; a 3 veus soles
- Salve Regina; a 2 veus i orgue
- Letanias; (dues) a 2 i 3 veus
- Gozos a San José; (dos) a veus
- Septenario de Dolores; (tres) a 2, 3 i 4 veus
- Reserva completa al Santisimo; a 2 veus
- Lamentaciones; (sis) a per al Dimecres i Dijous Sants, a 2 veus
- Stabat Mater; (dos) a 2 i 3 veus
- Flores de Mayo; (diverses) a 2 i 3 veus
- Despedida á la Virgen; a 2 i 3 veus
- Gozos a la Concepción; a 2 i 3 veus
- Te Deum laudamus; a 2 i 3 veus
- Santo Dios; a 2 i 3 veus
- Motet <Christus factus; a 3 veus editades totes per B. Eslava
- Dos motets; un a 4 veus soles i un altre a tota orquestra, publicats per Eslava a la Lyra Sacro-hispana.